# Саткания
Саткания (бенг. সাতকানিয়া, англ. Satkania) — город на юго-востоке Бангладеш, административный центр одноимённого подокруга. Площадь города равна 17,11 км². По данным переписи 2001 года, в городе проживало 43 176 человек, из которых мужчины составляли 49,67 %, женщины — соответственно 50,33 %. Плотность населения равнялась 2524 чел. на 1 км². Уровень грамотности населения составлял 40,1 % (при среднем по Бангладеш показателе 43,1 %). 